# Find the Woman
Find the Woman é um filme mudo do gênero mistério produzido nos Estados Unidos e lançado em 1922.